# Sebastián Yatra
Sebastián Yatra, pseudonimo di Sebastián Obando Giraldo (Medellín, 15 ottobre 1994), è un cantautore, compositore e musicista colombiano.

## Biografia
I suoi genitori si chiamano Aníbal y Maria Adelaida ed è il terzo di tre fratelli maschi.
Nasce a Medellin ma a soli 2 anni va a vivere a Cartagena, e a 5 anni a Miami dove tuttora vive.
Ha debuttato professionalmente nel 2013. Ha cantato musica di vario genere: latino, pop, pop urbano, ballata pop e reggaeton. Tra i suoi maggiori successi vi sono i brani: Alguien robó ft. Nacho y Wisin, Traicionera, Cómo mirarte, Para olvidar, Por fin te encontré, No me llames, Cristina, Un año e Runaway ft Jonas Brothers, Natti Natasha e Daddy Yankee, Boomshakalaka ft. Dimitri Vegas, Like Mike, Afro Bros, Camilo ed Emilia, TBT con Manuel Turizo e Rauw Alejandro, Pareja del año e Tarde.
Ha complessivamente vinto 16 dischi di platino e 2 dischi d'oro per le vendite digitali in Spagna, Stati Uniti, e Messico. Inoltre ha raggiunto la prima posizione della classifica spagnola col brano Traicionera (2016). Nel corso della sua carriera musicale ha collaborato con Martina Stoessel, Carlos Vives, Nacho, Wisin, Juan Magán, Cali y El Dandee e Joey Montana, tra gli altri. Inoltre, ha composto il singolo Para Enamorarte contenuto nell'album di debutto Primera Cita della boy band latinoamericana CNCO. Il 28 maggio 2017 è stata pubblicata la versione spagnola di No Vacancy degli OneRepublic in collaborazione con il cantante colombiano. Nel luglio 2017 collabora con gli Sheppard al singolo, Edge of the Night, riadattato in versione spagnola.
Nel 2018 ha partecipato per la prima volta come giurato e allenatore nel reality show La voz Kids, insieme a Fanny Lú e Andrés Cepeda, come sostituto del cantante colombiano Maluma. In questo programma televisivo, ha scelto Juanse Laverde come finalista, che in brevissimo tempo è riuscito a catturare l'attenzione della Colombia e anche a livello internazionale. Infine, Juanse Laverde ha conquistato la vittoria del programma.
Il 18 maggio 2018 è stato pubblicato il suo primo album chiamato Mantra, il quale ha riscontrato molto successo in Europa e in America. Il 10 agosto 2018 esce il singolo Ya No Tiene Novio in collaborazione con i cantanti Mau Y Ricky.
Il 12 aprile 2019 viene rilasciato il suo secondo album Fantasía, composto unicamente da ballate. La canzone En guerra, con Camilo, viene riconosciuta da Papa Francesco come canzone ufficiale della fondazione Scholas.
Nel giugno 2019, Yatra ha pubblicato la canzone Runaway con Daddy Yankee e Natti Natasha, con la band americana Jonas Brothers. Runaway è la prima canzone bilingue che Yatra ha pubblicato.
Il 28 gennaio 2022 viene rilasciato il suo terzo album Dharma, e lo stesso giorno annuncia anche il suo tour in Spagna denominato “Dharma Tour”

## Vita privata
Dal 2019 al maggio del 2020 ha avuto una relazione con Martina Stoessel (Tini), con la quale ha duettato parecchie volte: da Ya no hay nadie que nos pare a Cristina, Oye, passando per Quiero volver. Risiede a Miami.
Nel 2023 inizia una relazione con la cantante spagnola Aitana.

## Filmografia

### Cinema
- Space Cadet, regia di Liz W. Garcia (2024)

### Televisione
- Las Estrellas – telenovela (2017) cameo
- Simona – telenovela (2017) cameo
- La regina del flow (La reina del flow) – telenovela (2018) cameo

### Doppiaggio
- Smallfoot - Il mio amico delle nevi (Smallfoot), regia di Karey Kirkpatrick (2018) doppiaggio latino americano
- Klaus - I segreti del Natale (Klaus), regia di Sergio Pablos (2019) doppiaggio latino americano

## Discografia

### Album in studio
- 2018 – Mantra
- 2019 – Fantasía
- 2022 – Dharma
- 2025 – Milagro

### EP
- 2017 – Extended Play Yatra

### Mixtape
- 2016 – The Mixtape JukeBox, Vol. 1

### Singoli
- 2013 – El psicólogo
- 2014 – Todo lo que siento
- 2014 – Love You Forever
- 2014 – Para olvidar
- 2015 – No me llames
- 2015 – Como mirarte
- 2016 – Si esto no se llama amor
- 2016 – Que tengo que hacer (feat. Feid)
- 2016 – Lo que siento por ti (feat. Karol G)
- 2016 – Dime (feat. Pasabordo)
- 2016 – Déjate amar
- 2016 – Below Zero
- 2016 – Traicionera
- 2016 – De Sol a Sol (con Martina La Peligrosa, Reykon e gli Alkilados)
- 2016 – Te regalo
- 2017 – Alguien robó (feat. Wisin & Nacho)
- 2017 – No Vacancy (con gli OneRepublic)
- 2017 – Summer Days (con Millow)
- 2017 – Devuélveme el corazón
- 2017 – Suena el dembow (con Joey Montana)
- 2017 – Sutra (feat. Dalmata)
- 2017 – Te lo pido por favor (con Alejandro González)
- 2018 – No hay nadie más
- 2018 – A partir de hoy (con David Bisbal)
- 2018 – Soy tuya (con Gloria Trevi e Alejandra Guzmán)
- 2018 – Quédate de Sol a Sol (con Daniel Betancourth)
- 2018 – Por perro (feat. Luis Figueroa & Lary Over)
- 2018 – Love (con Gianluca Vacchi)
- 2018 – Yo te vine a amar (con Ivete Sangalo)
- 2018 – My Only One (No hay nadie más) (con Isabela Merced)
- 2018 – Ya no tiene novio (con Mau y Ricky)
- 2018 – Contigo siempre (con Alejandro Fernández)
- 2018 – Aquí estaré (con Sky e Zion & Lennox)
- 2018 – Atado entre tus manos (con Tommy Torres)
- 2019 – Déjate querer (con Lalo Ebratt e Yera)
- 2019 – Date la vuelta (con Luis Fonsi e Nicky Jam)
- 2019 – En cero (con Yandel e Manuel Turizo)
- 2019 – Runaway (con Daddy Yankee, Jonas Brothers e Natti Natasha)
- 2019 – Oye (con Tini)
- 2019 – Mañana no hay clase (24/7) (feat. Ñejo & Dalmata)
- 2019 – No ha parado de llover (con i Maná)
- 2019 – Boomshakalaka (con Dimitri Vegas & Like Mike e gli Afro Bros feat. Camilo & Emilia)
- 2019 – Magnetic (con i Monsta X)
- 2020 – Seremos campeones
- 2020 – TBT (con Rauw Alejandro e Manuel Turizo)
- 2020 – Bajo la mesa (con i Morat)
- 2020 – No bailes sola (con Danna Paola)
- 2020 – A dónde van (con Álvaro Díaz)
- 2020 – Corazón sin vida (con Aitana)
- 2020 – Chica ideal (con Guaynaa)
- 2020 – Santa Claus Is Comin' to Town
- 2021 – Adiós
- 2021 – Pareja del año (con Myke Towers)
- 2021 – 3 de la mañana (con Mau y Ricky e Mora)
- 2021 – No llores más (con Simone & Simaria)
- 2021 – Delincuente (con Jhay Cortez)
- 2021 – Tarde
- 2021 – Tacones rojos (solo o con John Legend)
- 2022 – Amor pasajero
- 2022 – Regresé (con Justin Quiles e L-Gante)
- 2022 – Melancólicos anónimos
- 2022 – Dharma (con Jorge Coledón e Rosario)
- 2022 – Until She's Gone/Tu luz quedó (con Matteo Bocelli)
- 2022 – Entre sobras y sobras me faltas (con Antonio Orozco)
- 2022 – TV
- 2022 – Contigo (con Pablo Alborán)
- 2023 – Una noche sín pensar
- 2023 – Vagabundo (con Manuel Turizo e Beéle)